# Tatort: Das zweite Geständnis
Das zweite Geständnis ist die 51. Folge der Krimireihe Tatort. Vom Bayerischen Rundfunk produziert, wurde die Episode am 11. Mai 1975 im Ersten Programm der ARD erstmals ausgestrahlt. Es handelt sich um den sechsten Fall von Kriminaloberinspektor Veigl, dargestellt von Gustl Bayrhammer. In der Folge geht es um den Mord an einer jungen Frau und eine damit zusammenhängende Brandstiftung auf einem Bauernhof.

## Handlung
Der Bauer Leo Koczyk sitzt in U-Haft, weil er unter dem dringenden Verdacht steht, seine Schwägerin ermordet und seinen eigenen Hof angezündet zu haben. In der Nacht vor seinem Prozess gerät er mit seinem Zellennachbarn Huber in Streit über gestohlene Nahrungsmittel, droht diesen umzubringen und gesteht ihm gegenüber den Mord an seiner Schwägerin. Sie habe ihn erpressen wollen, weil sie gewusst hätte, dass er seine Scheune selbst angesteckt hätte, um die Versicherungssumme zu erhalten. Beim Prozessbeginn am nächsten Morgen hat die Staatsanwaltschaft bereits durch Hubers Aussage von Koczyks Geständnis erfahren. Dieser streitet es empört ab. Veigl und Brettschneider werden zur Vernehmung Koczyks durch den Staatsanwalt hinzugeholt. Brettschneider erinnert sich an die Ermittlungen damals nach der Brandstiftung. Koczyk gab seinerzeit an, dass zündelnde Nachbarskinder den Brand in der Scheune verursacht hätten. Koczyks Schwägerin Thea hatte damals Koczyks Aussage bestätigt. Wenige Wochen später war Thea dann tot aufgefunden worden. Am Abend ihrer Ermordung war sie zwischenzeitlich aus der Gaststätte, in der sie arbeitete, gegangen und nicht wiedergekommen. Koczyk, der seine Schwägerin an dem Abend noch gesehen hatte, verwickelte sich damals in Widersprüche. Außerdem wurden verschiedene Reifenspuren seines Fahrrads am Tatort gefunden. Diese weisen darauf hin, dass Koczyk seine Schwägerin zum späteren Tatort auf dem Fahrrad mitgenommen haben muss. Die Angaben Koczyks in dem Brandstiftungsfall stellten sich als falsch heraus.
Der Zeuge Otto Tamm konnte aussagen, dass er am Tatabend Koczyk gemeinsam mit Thea auf dem Fahrrad gesehen hatte. Veigl sprach anschließend mit Tamms Chef Mergentheimer, der eine Ziegelfabrik betreibt und sich ein paar Stunden vor der Tat mit Thea verabredet hatte. Thea weihte ihn in den Versicherungsbetrug ihres Schwagers ein und wollte einen Deal mit Mergentheimer. Wenn er ihr das Startkapital für eine von ihr geplante Diskothek gäbe, wäre sie bereit gewesen, ihren Schwager unter Druck zu setzen, ein Ackergrundstück zu verkaufen, an dem Mergentheimer interessiert war, da dieses Rohstoffe für seine Fabrik liefern würde. Sie sprach davon, einen Beweis gegen ihren Schwager in der Hand zu haben. Durch diesen Deal wäre Koczyk finanziell erledigt gewesen, was sich auch bei der anschließenden Hausdurchsuchung durch die dort sichergestellten Unterlagen herausgestellt hatte. Veigl hatte zwar Zweifel, weil die Hauptbelastungszeugen Mergentheimer und Tamm beide ein Interesse am Acker Koczyks hatten, doch wurde Koczyk anhand der erdrückenden Indizienlage verhaftet.
Veigl ermittelt auch nach dem scheinbaren Geständnis Koczyks nunmehr weiter. Er befragt Frau Koczyk, die gerade in der Dorfgaststätte mit Tamm flirtet, nach dem Geständnis ihres Mannes. Sie hält dieses für absurd, insbesondere, dass er gestanden haben soll, dass seine Schwägerin mit ihm schlafen wollte. Vom Gastwirt erfährt Veigl, dass Frau Koczyk seit der Verhaftung ihres Mannes öfter mit Tamm gesehen wird. Veigl und Lenz schauen sich in Mergentheimers Ziegelei um. Dort erfahren sie, dass Tamm seinen Posten als technischer Leiter verlor und die Fertigbauteile hergestellt werden, wobei dieser aber ziemlich gelassen wirkt. Veigl macht es stutzig, dass die Produktionsumstellung, die wegen des Nichtkaufs von Koczyks Grundstück erfolgen musste, so plötzlich geschieht, offensichtlich muss es der Firma sehr schlecht gehen. Veigls Kollege Gerber sucht den Seniorchef, Mergentheimers Schwiegervater Egkbert, in Baden-Baden auf. Dieser sagt aus, dass er die Produktionsumstellung vor längerer Zeit beschlossen und lediglich seinen Schwiegersohn, nicht aber Tamm eingeweiht habe. Um Unruhe unter den Verdächtigen zu streuen, lässt Veigl die Tat vor Ort rekonstruieren. Dabei stellt sich heraus, dass Koczyks Fahrrad etwas schadhaft ist und er somit Thea nicht darauf zur Tatzeit zum Tatort gebracht haben kann.
Veigl sucht den neuen technischen Leiter der Firma, Schermann, auf, dieser gibt an, dass die Umstellung seit über einem Jahr geplant war und dass nur er, Egkbert und seine Sekretärin Frau Schmalzl eingeweiht waren. Veigl befragt Frau Schmalzl, die auf einem Betriebsausflug alkoholisiert Tamm über die Betriebsumstellung informiert. Lenz beschattet daraufhin Tamm, der Schmalzls Aussage mitbekommen hat. Tamm wirft diverse Briefe bei der Post ein, welche die Polizei abfängt, wobei er einen postlagernd nach München an sich selbst geschickt hatte. In diesem Brief findet Veigl ein Schreiben von Thea an Mergentheimer, in dem sie beschreibt, wie ihr Schwager seine Scheune angesteckt hatte. Nunmehr müsse Koczyk sein Grundstück an Mergentheimer verkaufen. Tamm hatte diesen Brief offensichtlich so verstecken wollen, weil er eine Hausdurchsuchung bei sich befürchtet. Veigl sucht Koczyk im Gefängnis auf und zeigt ihm den Brief, dieser räumt ein, die Scheune angesteckt zu haben und dass er von Thea erpresst wurde. Den Mord streitet er allerdings ab. Er hatte sich auf Theas Erpressung eingelassen, den Mord hatte er Huber gegenüber nur gestanden, damit dieser ihn in Ruhe lasse und ihn nicht weiter misshandelt.
Veigl sucht Tamm auf und zeigt ihm Theas Brief. Dieser hatte das Gespräch zwischen Koczyk und Thea belauscht, sie am Tatabend abgefangen und auf die Brandstiftung angesprochen. Er drängte sie, sich doch mit Mergentheimer zu einigen und Koczyk zur Veräußerung des Grundstücks zu drängen, um den Betrieb und seine eigene Position zu retten. Thea weigerte sich jedoch, den Brief mit ihrer Aussage auszuhändigen. Daraufhin schlug er Thea mit einem Stein nieder und strangulierte sie, um an den Brief zu kommen. Ohne große Gefühlsregung äußert Tamm, dass sowohl Thea den Tod verdient hätte, als auch Koczyk eine Gefängnisstrafe. Er lässt sich aber widerstandslos von Veigl und seinem Team abführen.

## Einschaltquoten und Besonderheiten
Bei ihrer Erstausstrahlung erreichte die Folge einen Marktanteil von 51,00 %.
Veronika und Lisa Fitz, die im Film Schwestern spielen, sind im tatsächlichen Leben Tante und Nichte.

## Kritik
Die Kritiker der Fernsehzeitschrift TV Spielfilm beurteilen diesen Tatort mittelmäßig: „Trotz Bayern-Kolorit kein Hammer“.